# Тоні Девід
Тоні Девід (англ. Tony David, нар. 11 вересня 1967, Таунсвілл) — колишній австралійський професійний гравець у дартс, чемпіон світу (BDO) з дартсу 2002 року.

## Кар'єра
Девід почав грати у дартс у віці 25 років та перейшов у команду штату Квінсленд у 1995 році. Через чотири роки він вперше від Австралії подався командою на чемпіонат світу Всесвітньої Федерації з гри у дартс. У 2001 році вперше брав участь в чемпіонаті світу BDO, де у матчі першого туру програв Енді Фордгему з рахунком 0:3.
Наступного року, у 2002 році, він вдруге взяв участь в міжнародному чемпіонаті BDO, перемігши Мервіна Кінга 6:4 у фіналі. Він став першим гравцем з Австралії, який виграв чемпіонат світу з професійного дартсу.

## Сім'я
Девід одружився зі своєю давньою партнеркою Наталі Картер 20 листопада 2010 року. У березні 2018 року вони розлучилися.